# Mamá (obra de teatro)
Mamá es una obra de teatro en tres actos estrenada en 1913, firmada por Gregorio Martínez Sierra, pero escrita por su esposa María Lejárraga.

## Argumento
Santiago y Mercedes son un matrimonio de la alta burguesía. Ella es frívola, egoísta y despreocupada con respecto a sus hijos. Como consecuencia de una deuda de juego se ve en el compromiso, para no acudir a su marido, de solicitar dinero prestado al galán Alfonso de Heredia haciéndole creer que tendrá una recompensa carnal. El hijo de ambos conocedor de la situación, requiere un cheque del padre, pero él se da cuenta de la verdadera finalidad y piensa que es Mercedes quien ha urdido el plan. Se lo echa en cara y le ordena no volver a acercarse a los hijos sobre los que estaría ejerciendo una mala influencia. Es en ese momento cuando Mercedes comienza a ser consciente de su condición de madre y esposa. Y tiene ocasión de ponerla en práctica para evitar que su hija Cecilia sea seducida por Alfonso.

## Representaciones destacadas
- Teatro de la Princesa, Madrid, 3 de marzo de 1913. Estreno.
  - Intérpretes: Emilio Thuillier (Ernesto), María Guerrero (Mercedes), María Fernanda Ladrón de Guevara (Cecilia), Ernesto Vilches (José María), Fernando Díaz de Mendoza (Alfonso), Luis Medrano, Allen-Perkins.

- Cine (España, 1931). Rodada en Hollywood.
  - Dirección: Benito Perojo.
  - Intérpretes: Catalina Bárcena (Mercedes) y Rafael Rivelles (Santiago).

- Teatro de la Comedia, Madrid, 1950
  - Intérpretes: Catalina Bárcena (Mercedes), Antonio Prieto, Irene Gutiérrez Caba, Josefina Lamas, Encarna Paso, Ana María Ventura.

- Televisión (En el espacio Novela, de TVE, 1970).
  - Intérpretes: Pastor Serrador, Irene Daina, Rafael Arcos.